# Liste der denkmalgeschützten Objekte in Graz/Puntigam
Die Liste der denkmalgeschützten Objekte in Graz/Puntigam enthält die 4 denkmalgeschützten, unbeweglichen Objekte des XVII. Grazer Stadtbezirks Puntigam.

## Denkmäler
| Foto |                 | Denkmal                                                                                    | Standort                                                | Beschreibung | Metadaten |
| ---- | --------------- | ------------------------------------------------------------------------------------------ | ------------------------------------------------------- | --- | --- |
| ja   | Datei hochladen | Mosaik HERIS-ID: 110392 Objekt-ID: 128092                                                  | bei Gradnerstraße 24 Standort KG: Straßgang             | Das Mosaik mit der Aufschrift „Dr. Eduard Speck Jugendzentrum“ (Buchstaben fehlen) stammt von Alois Schönauer aus dem Jahre 1966. Es zeigt Personen in eher klassischen Geschlechterrollen. | BDA-Hist.: Q37818729 Status: § 2a Stand der BDA-Liste: 2025-06-30 Name: Mosaik GstNr.: 213/2                                                                                      |
| ja   | Datei hochladen | Kath. Pfarrkirche hl. Leopold, Puntigam HERIS-ID: 51480 Objekt-ID: 57133                   | Gradnerstraße 28 Standort KG: Straßgang                 | Kirche, Pfarrhof und Pfarrzentrum wurden 1967–1971 von Edda Gellner, Fritz Neuhold und Heimo Widtmann erbaut. Die Kirche ist ein Zentralbau mit Zeltdach, die Innenausstattung stammt von Fritz Hartlauer. | BDA-Hist.: Q1508770 Status: § 2a Stand der BDA-Liste: 2025-06-30 Name: Kath. Pfarrkirche hl. Leopold, Puntigam GstNr.: .942, 213/1 St. Leopold (Graz)                             |
| ja   | Datei hochladen | Trafostation HERIS-ID: 59225 Objekt-ID: 70308                                              | bei Triester Straße 367 Standort KG: Rudersdorf         | Die Turmstation mit Transformator wurde 1903/04 für die Stromversorgung der Brauerei Puntigam erbaut und dokumentiert die Frühzeit der Elektrizitätsversorgung im Grazer Raum. (Gespeist wurde der Trafo vom 1902 errichteten Wasserkraftwerk Lebring über die (22 km lange) erste 20-kV-Übertragungsleitung von Österreich-Ungarn.) Der historistische, mit neoromanischen Stilelementen ausgestattete Bau ist annähernd quadratisch. Zum Schutz vor Wassereinbrüchen steht das Gebäude auf einem relativ hohen Sockel. An der Nordseite ist die ursprüngliche Lisenengliederung noch vollständig erhalten. Die vier Turmaufsätze verleihen dem Bauwerk einen wehrhaften bzw. sakralen Charakter. Diese „Sakralisierung der Technik“ zeigt, welche Bedeutung man der fortschrittlichen Technologie der Elektrizität damals zumaß. 2008 erfolgte der Umbau zu einem Lokal, die ursprünglichen Elektro-Installationen des Trafos wurden dabei erhalten. | BDA-Hist.: Q38086343 Status: Bescheid Stand der BDA-Liste: 2025-06-30 Name: Trafostation GstNr.: 45/9 Trafostation Puntigam                                                       |
| ja   | Datei hochladen | Badeanlage, Freibad der ehem. Fahrzeugwerke Wagner-Jauregg HERIS-ID: 11233 Objekt-ID: 7313 | gegenüber Wagner-Jauregg-Straße 14 Standort KG: Webling | Das Freibad wurde im Zuge der ab 1916 schrittweisen Erbauung der Fahrzeugfabrik errichtet und war ab 1931 Teil der Spitalsanlage des jetzigen LKH Graz II Standort Süd. Das rechteckige Becken ist von einem Betongeländer eingefasst, auf einem Sockel mit seitlichen Brunnenschalen befindet sich die steinerne Aktfigur eines Arbeiters. | BDA-Hist.: Q38092976 Status: Bescheid Stand der BDA-Liste: 2025-06-30 Name: Badeanlage, Freibad der ehem. Fahrzeugwerke Wagner-Jauregg GstNr.: .237 Former Wagner-Jauregg Freibad |

## Ehemalige Denkmäler
| Foto |                 | Denkmal                                                               | Standort                                  | Beschreibung | Metadaten                                                                                                  |
| ---- | --------------- | --------------------------------------------------------------------- | ----------------------------------------- | --- | --- |
| ja   | Datei hochladen | Arbeiterwohnhaus HERIS-ID: 46716 Objekt-ID: 48849bis 9. Dezember 2023 | Am Wagrain 258-260 Standort KG: Straßgang | Das Wohnhaus des Pensions-Instituts für die Bediensteten der 1. Grazer Aktienbrauerei wurde 1910 von Friedrich Hoffmann entworfen und ist im Stil der Heimatschutzarchitektur gehalten. Ursprünglich gab es ein Pendant auf Nr. 250–252. In direkter Nachbarschaft des Gebäudes wurde ab 2019 des Grazer Lager der Handelskette Spar erweitert. 2017 war der letzte Mieter aus dem damals schon als desolat bezeichnet Haus ausgezogen. Das Unternehmen suchte nach Lösungen für eine Nachnutzung, da selbst nach einer Renovierung das Haus aufgrund der Lage im Gewerbegebiet nicht mehr als Wohngebäude hätte benutzt werden können. Da keine Lösung gefunden wurde richtete Spar eine Anfrage an des Bundesdenkmalamt den Schutzstatus zu überprufen. Das Bundesdenkmalamt kam zum Entschluss das das Gebäude durch die Zubauten im Umland seinen schützenswerten Charakter verloren habe und es noch weitere ähnliche Arbeiterkolonien in der Steiermark gäbe. Daher wurde der Denkmalschutz am 9. Dezember 2023 per Bescheid aufgehoben. Das Wohnhaus wurde schließlich vor Weihnachten 2023 abgerissen. An dessen Standort will Spar eine Recyclinganlage errichten. | BDA-Hist.: Q38023180 Status: Bescheid Stand der BDA-Liste: 2023-06-05 Name: Arbeiterwohnhaus GstNr.: 107/2 |